# Joachina de Vedruna
Svatá Joachina de Vedruna, C.C.V. (16. dubna 1783, Barcelona – 28. srpna 1854, Vic) byla španělská katolická řeholnice a zakladatelka Sester Karmelitek lásky.

## Život
Narodila se 16. dubna 1783 v Barceloně, v bohaté rodině. Roku 1799 se vdala za právníka a vlastníka půdy Teodora de Mas, s nímž měla devět dětí. Když jí roku 1816 zemřel manžel tak se svými děti přestěhovala do Vicu. Zde začala svou charitativní činnost mezi nemocnými a mladými ženy. Její duchovní rádce kapucín Esteban de Olot, jí návrh, aby založila apoštolskou kongregaci, která se bude věnovat vzdělávání a charitě. Biskup Vicu Pablo Jesús Corcuera, jí řekl, že by kongregace měla být Karmelitánská. Stejný biskup napsal pro tuto kongregaci pravidla (6. února 1826), a o dvacet dní později ona a osm žen složily své sliby. V dalších několika letech, Joachina založila několik domů v Katalánsku. Během První Karlistické války (občanská válka ve Španělsku 1833-1839), musela uprchnout ze Španělska, protože založila nemocnici v Carlistu v Berze, která byla ohrožena v důsledku bojů. Odešla do Francie do města Roussillon, kde zůstala od roku 1836 – 1842.
Její apoštolská kongregace byla s konečnou platností schválena v roce 1850 papežem bl. Piem IX. Navzdory vážným problémům, která představuje občanská válka a sekulární opozice, se kongregace rozšířila do Katalánska. Poté bylo společenství založeno po celém Španělsku a Hispanoamerice. Nakonec byla nucena rezignovat na post generální představené z důvodu nemoci, ačkoli zemřela během epidemie cholery v Barceloně, po dobu čtyř let pomalu podlehla ochrnutí. Zemřela 28. srpna 1854 ve Vicu. Byla obdivována pro svou nesobeckou lásku, hlubokou důvěru v Boha a silnou modlitbu.
Je pohřbena v mateřském domě ve Vicu a její tělo je neporušené.
Blahořečena byla 19. května 1940 a svatořečena 12. dubna 1959.